# موره-سور-لوان
موره-سور-لوان (به فرانسوی: Moret-sur-Loing) یکی از کمون‌های پیشین فرانسه است که در دپارتمان سن-ا-مرن در ناحیه ایل-دو-فرانس واقع شده‌بود. در سال ۲۰۱۵ این کمون با کمون اکویه ادغام شد و کمون اوروان نام‌گذاری شد. سپس در سال ۲۰۱۶ به کمون تازه تأسیس مور-لوان-او-اوروان ملحق شد.
این ناحیه منبع الهام هنرمندانی از جمله مونه، رنوآر و سیسلی بوده‌است.

## خواهرخوانده‌ها
موره-سور-لوان با دو شهر زیر خواهرخوانده است:
- کیلکنی، شهرستان کیلکنی، جزیره ایرلند
- کولزهایم، بادن-وورتمبرگ، آلمان